# Côte des Bœufs à L'Hermitage
Côte des Bœufs à L'Hermitage is een schilderij van de Franse impressionistische kunstschilder Camille Pissarro, in olieverf op doek, 114,9 × 87,6 centimeter groot. Het werd geschilderd in 1877. Het toont een heuvellandschap met huizen te Pontoise, verholen achter een scherm van bomen. Het werk bevindt zich in thans in de National Gallery te Londen.

## Context
In 1861 leerde Pissarro Paul Cézanne kennen in de Académie Suisse te Parijs, waar ze beide studeerden. Allebei waren ze afkomstig van buiten de stad en ze sloten meteen vriendschap. In 1863 leerden ze via Frédéric Bazille de toekomstige impressionisten kennen, waarmee hun uiteindelijke stijlrichting zou worden bepaald.
Toen Pissarro en Cézanne zich in 1872 beide neerlieten in Pontoise en kort daarna in het nabij gelegen Auvers-sur-Oise, ontstond tussen beide schilders een bijzondere wisselwerking. Hoewel vaak verondersteld wordt dat Pissarro als een soort mentor fungeerde voor de negen jaar jongere Cézanne, blijkt uit bestudering van hun werk dat ook Cézanne op zijn beurt een duidelijke invloed had op het werk van Pissarro. Met name de rigoureuze structurering die Cézanne in die tijd ging toepassen is ook terug te vinden in een aantal werken van Pissarro uit die periode. Exemplarisch zijn twee landschappen uit 1877, Côte des Bœufs en Les toits rouges, die duidelijk geïnspireerd zijn door Cézannes Een hoekje in het bos van een jaar daarvoor.

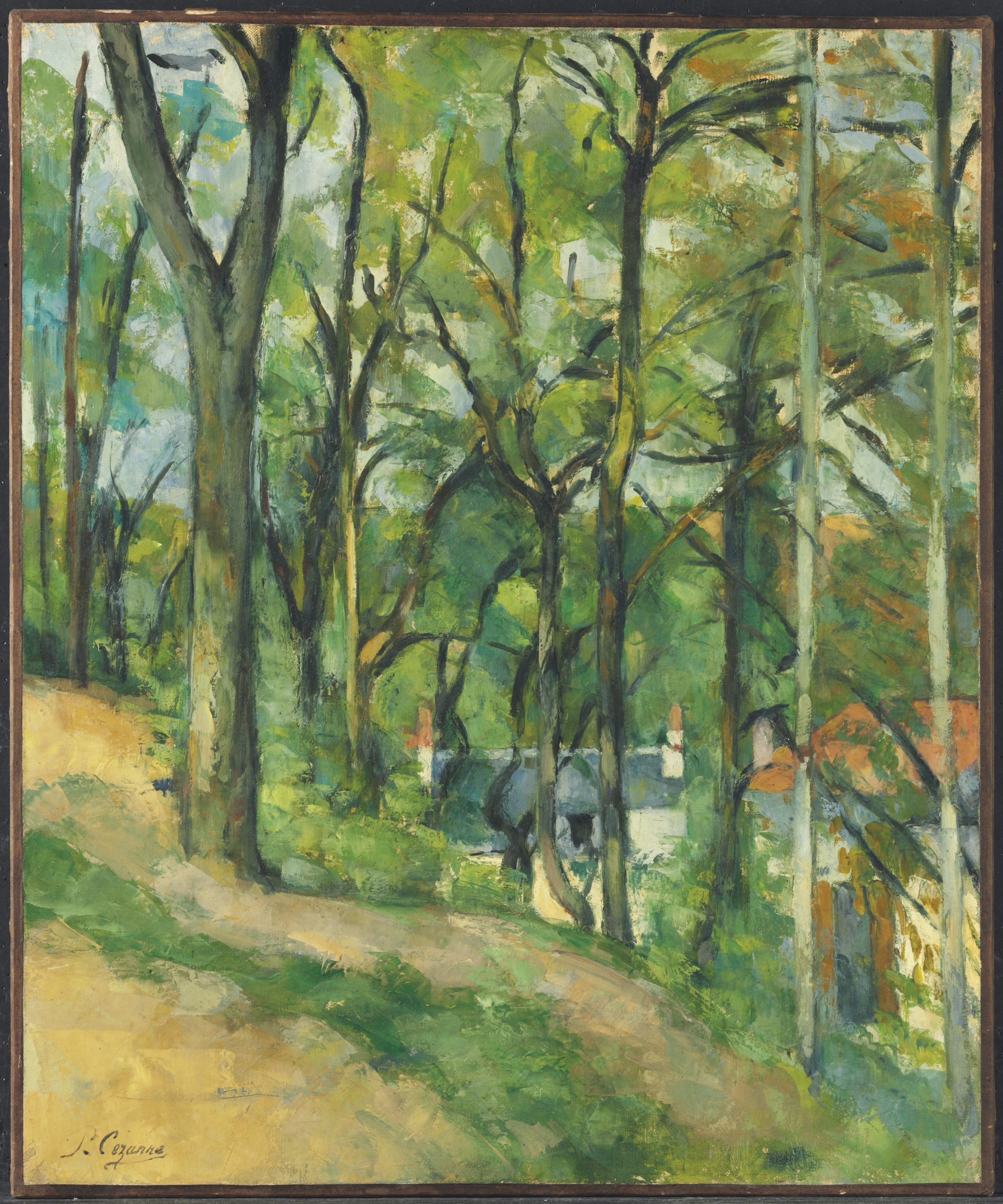
Cézanne: Een hoekje in het bos, Pontoise, 1887.

Van Pissarro en Cézanne is bekend dat ze elkanders werk altijd uitgebreid becommentarieerden.

## Afbeelding
Pissarro toont in zijn Côte des Bœufs à L'Hermitage een landschap door een waar scherm van bomen op het middenplan, waarbij de huizen worden ingeklemd door een tweede rij bomen rechts. De weergegeven huizen zijn dezelfde als op zijn Les toits rouges, maar dan vanuit een andere hoek bezien. Het voor een landschap ongewone staande formaat zorgt er niet alleen voor dat er minder gebouwen te zien zijn, maar versterkt bovendien het idee dat huizen, bomen en lucht samengeperst zijn tot een plat vlak. De elementen zijn verweven tot een patroon waarin driedimensionale materie vervat is in pigmenten op een tweedimensionaal vlak, een effect dat duidelijk ontleend is aan Cézanne.
Vergeleken met Cézannes Een hoekje in het bos, Pontoise is het later geschilderde Côte des Bœufs à L'Hermitage minder schematisch. Pissarro ging duidelijk minder ver in zijn experimenteerdrift. Zijn werk verbeeldt nog duidelijk de impressionistische basisprincipes, is spontaner, minder gepland en meer gericht op het moment. De kijker waant zich bijna aanwezig in het landschap, een suggestie die nog versterkt wordt door de aanwezigheid van twee roerloos vooruit starende figuren, links van het midden. Hun blik weerspiegelt de langdurige concentratie van de kunstenaar die een beeld creëert, niet zomaar als een kopie, maar in een scheppende bijdrage.

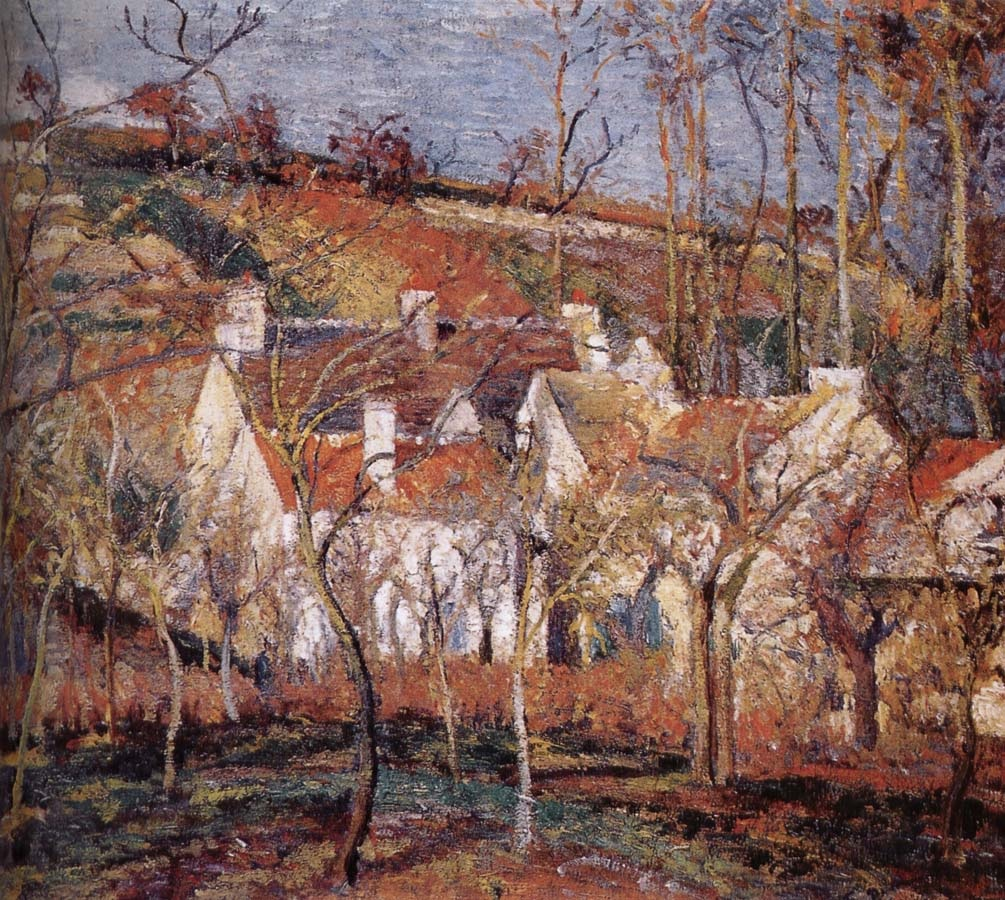
Pissarro: Les toits rouges, 1877.

Pissarro adviseerde ooit aan zijn leerling Louis Le Bail: "Begin niet met schetsen, werk ook niet beetje bij beetje, maar schilder alles in één keer door overal verfstroken neer te zetten in de juiste kleur en de juiste toon. Want die bepalen de waarde van je werk". Zijn Côte des Bœufs à L'Hermitage en Les toits rouges zijn schoolvoorbeelden van zijn werkwijze. Ze beelden een melodie uit van toetsen, stroken en kleuren, als een reflectie van zijn gemoedstoestand, die overigens bij Les toits rouges opgewekter lijkt dan bij Côte des Bœufs.